# Pablo Molgatini
Pablo Miguel Molgatini (Bernal, Provincia de Buenos Aires, Argentina, 2 de febrero de 1963) es un exfutbolista y actual entrenador argentino. Jugaba de portero y militó en diversos clubes de Argentina y Chile (único país donde jugó en el extranjero). Actualmente dirige a San Diego Club de Campo Selección A (Argentina)|Primera A AIF]. En su paso por el Santiago Morning de Chile, logró el ascenso a la Primera División en 1998, a través de la Liguilla de Promoción.

## Clubes
| Club                          | País      | Año       |
| ----------------------------- | --------- | --------- |
| Villa Mitre de Bahía Blanca   | Argentina | 1986-1987 |
| Quilmes                       | Argentina | 1988-1989 |
| Defensa y Justicia            | Argentina | 1990-1992 |
| Gimnasia y Esgrima de Mendoza | Argentina | 1993-1995 |
| Villa Mitre de Bahía Blanca   | Argentina | 1996-1997 |
| Santiago Morning              | Chile     | 1997-1998 |
| Sporting de Punta Alta        | Argentina | 1999-2001 |